# Sophia Schmitt
Sophia Schmitt MSC (* 26. Oktober 1879 in Mülben als Anna Schmitt; † 13. August 1904 in den Bainingbergen, Neupommern, ermordet) war eine deutsche Missionsschwester und Märtyrin.

## Leben
Anna Schmitt aus Mülben im nördlichen Baden-Württemberg trat am 2. Februar 1902 im Alter von 22 Jahren in den Orden der Missionsschwestern vom Heiligsten Herzen Jesu von Hiltrup ein, nahm den Ordensnamen Sophia an und reiste am 2. Februar 1904 nach Neu-Britannien (heute Teil von Papua-Neuguinea). Sie gehörte zu der am 14. April 1903 gegründeten Schwesternstation St. Paul in den Bainingbergen. In den frühen Morgenstunden des 13. August 1904 ermordeten Angehörige des Volksstamms der Baining in der Mission St. Paul Pater Matthäus Rascher und neun Missionare und Missionsschwestern (darunter die 24 Jahre alte Sophia Schmitt).

## Gedenken
Die Römisch-katholische Kirche in Deutschland hat Schwester Sophia Schmitt als Märtyrin in das deutsche Martyrologium des 20. Jahrhunderts aufgenommen.